# Квадригатус
Квадригатус, квадригат (лат. quadrīgātŭs) — римська срібна монета ІІІ століття до н. е. На її аверсі зображено квадригу і внизу викарбувано напис «Roma». Назва походить від квадриги — колісниці, запряженої чотирма кіньми.
Монета карбувалась з 241 по 235 рік до н. е. Її вага — 6,8 грама (6 скрупулів). Золоті монети з аналогічними типами аверсу також карбувалися приблизно в той час, коли було припинено виробництво квадригатів (золотих статерів і напівстатерів), які мали той же тип аверса, що і квадригати, і реверс, що зображує двох солдатів, які приносять присягу перед третім. солдатом, що тримає свиню, з написом «ROMA» внизу. Передбачається, що вибір Януса для цих монет збігся із закриттям дверей Храму Януса, що вказує на відсутність війни, що було поодиноким випадком.